# Jack Handey
Jack Handey est un humoriste américain, né le 25 février 1949 à San Antonio, Texas.
Étudiant en journalisme, il travaille pour différents quotidiens avant de s'orienter vers la comédie. Il écrit pour les shows télévisés de l'acteur Steve Martin avant d'être engagé par le producteur Lorne Michaels. Handey se fait connaître du grand public au cours des années 1990 grâce à une séquence de l'émission humoristique Saturday Night Live intitulée Deep Thoughts, by Jack Handey.

## Biographie

### Jeunesse et formation
Jack Handey naît à San Antonio au Texas, en 1949. Son père, officier du Corps des Marines, installe sa famille à El Paso. Handey étudie le journalisme à l'université du Texas à El Paso et travaille pour différents journaux du Sud-Ouest des États-Unis, dont le San Antonio Express-News. En 1972, alors qu'il travaille dans un quotidien de Santa Fe, il fait la connaissance d'un jeune comédien, Steve Martin.

### Carrière
Plusieurs années plus tard, Martin est devenu célèbre et Handey se propose d'écrire pour lui. Il est engagé par l'acteur et rejoint l'équipe d'auteurs du show télévisé Wild and Crazy Guy, produit à Los Angeles. Il travaille pour d'autres émissions humoristiques et écrit pour des magazines, dont The New Yorker et Playboy. Martin le recommande auprès du producteur de télévision Lorne Michaels. En 1983, celui-ci recrute Handey, qui intègre l'équipe de l'émission humoristique The New Show (en).
Jack Handey travaille ensuite sur Saturday Night Live (SNL) durant une dizaine d'années. Il écrit des sketches pour l'émission, dont certains sont restés célèbres, comme Unfrozen Cave Man Lawyer, une série de sketches mettant en scène Keerok, un homme des cavernes interprété par Phil Hartman. Conservé dans la glace, et réveillé par des scientifiques, il entreprend des études de droit et pratique le métier d'avocat dans le monde moderne,. Handey a l'idée de rédiger des aphorismes afin de parodier les inspirational books, des recueils de formules cherchant à susciter l'inspiration du lecteur. Ses « pensées » sont d'abord publiées dans les magazines humoristiques National Lampoon et Army Man (en) au cours des années 1980. Handey peine à convaincre Lorne Michaels, mais elles sont finalement adaptées à l'écran à partir de 1991 dans une courte séquence, souvent diffusée à la fin de Saturday Night Live. Intitulée Deep Thoughts, by Jack Handey (en français : « Pensées profondes, par Jack Handey »), elle le fait connaître du grand public. Il travaille pour SNL jusqu'en 1993. En 1995, il réintègre l'équipe de l'émission et le réseau NBC tente de le convaincre de revenir travailler à plein temps.
En 1992, l'éditeur Berkley Books publie un premier recueil de ses « pensées ». D'autres paraissent au cours des années 1990. En 2008, les ventes cumulées de ses ouvrages sont estimées à un million d'exemplaires. La même année, Hyperion édite un nouveau livre, intitulé What I'd Say to the Martians: And Other Veiled Threats, initialement tiré à 25 000 exemplaires. En 2013 paraît son premier roman, The Stench of Honolulu: A Tropical Adventure.

## Vie personnelle
Jack Handey fait la connaissance de Maria, sa future épouse, durant leurs années de lycée à El Paso. Ils se marient en 1977. Après avoir longtemps vécu à Manhattan dans le quartier de Chelsea, le couple s'établit à Santa Fe, au Nouveau-Mexique,.

## Ouvrages
- (en) Deep Thoughts, Berkley Books, 1992, 96 p. (ISBN 978-0-425-13365-1)
- (en) Deeper Thoughts : All New, All Crispy, Hyperion, 1993, 96 p. (ISBN 978-1-56282-840-0)
- (en) Deepest Thoughts : So Deep They Squeak, Hyperion, 1994, 96 p. (ISBN 978-0-7868-8044-7)
- (en) Fuzzy Memories, Andrews McMeel Publishing, 1996, 104 p. (ISBN 978-0-8362-1040-8, lire en ligne)
- (en) Lost Deep Thoughts : Don't Fight the Deepness, Hyperion, 1998, 96 p. (ISBN 978-0-7868-8305-9)
- (en) What I'd Say to the Martians : And Other Veiled Threats, Hyperion, 2008, 192 p. (ISBN 978-1-4013-2266-3)
- Mésaventures à Honolulu : Roman tropical [« The Stench of Honolulu. A Tropical Adventure »]  (trad. de l'anglais par Thierry Beauchamp), Paris, Le Seuil, coll. « Hors collection », 2015, 224 p. (ISBN 978-2-02-118023-7)